# Allenc
Allenc est une commune française, située dans l'est du département de la Lozère en région Occitanie.
Exposée à un climat de montagne, elle est drainée par le ruisseau d'Allenc, le ruisseau de la Valette et par divers autres petits cours d'eau.
Allenc est une commune rurale qui compte 264 habitants en 2022, après avoir connu un pic de population de 1 706 habitants en 1836.  Elle fait partie de l'aire d'attraction de Mende. Ses habitants sont appelés les Allencois ou  Allencoises.

## Géographie

### Localisation
Commune située dans le Gévaudan.

### Communes limitrophes
Les communes limitrophes sont  Chadenet, Laubert, Mont Lozère et Goulet, Montbel et Pelouse.
| Laubert  | Montbel |                       |
| Pelouse  | Allenc  |                       |
| Chadenet |         | Mont Lozère et Goulet |

### Hydrographie
L'intersection des trois bassins versants du Rhône, de la Garonne et de la Loire se trouve à l'Est de la commune, en grande proximité de la limite avec Belvezet, en bordure sud du causse de Montbel,, très exactement au sommet du Planas (1 273 m), à quelque 800 m au N-NO du carrefour de la Pierre Plantée.

### Voies de communication et transports
Accès SNCF par les trains TER Occitanie en gare d'Allenc. Gare (halte) de la ligne de chemin de fer du Monastier à La Bastide-Saint Laurent-les-Bains (Translozérien) offrant ici l'altitude la plus élevée de cette ligne (ainsi que de la France pour une ligne non électrifiée exploitée par RFF).

### Climat
Pour des articles plus généraux, voir Climat de l'Occitanie et Climat de la Lozère.
En 2010, le climat de la commune est de type climat de montagne, selon une étude s'appuyant sur une série de données couvrant la période 1971-2000. En 2020, Météo-France publie une typologie des climats de la France métropolitaine dans laquelle la commune est exposée à un climat de montagne ou de marges de montagne et est dans la région climatique Sud-est du Massif Central, caractérisée par une pluviométrie annuelle de 1 000 à 1 500 mm, minimale en été, maximale en automne.
Pour la période 1971-2000, la température annuelle moyenne est de 7,7 °C, avec une amplitude thermique annuelle de 15,7 °C. Le cumul annuel moyen de précipitations est de 1 273 mm, avec 9,8 jours de précipitations en janvier et 6,1 jours en juillet. Pour la période 1991-2020, la température moyenne annuelle observée sur la station météorologique la plus proche, située sur la commune de Mont Lozère et Goulet à 8 km à vol d'oiseau, est de 6,9 °C et le cumul annuel moyen de précipitations est de 1 192,5 mm,. Pour l'avenir, les paramètres climatiques de la commune estimés pour 2050 selon différents scénarios d'émission de gaz à effet de serre sont consultables sur un site dédié publié par Météo-France en novembre 2022.

### Milieux naturels et biodiversité
Aucun espace naturel présentant un intérêt patrimonial n'est recensé sur la commune dans l'inventaire national du patrimoine naturel,,.

## Urbanisme

### Typologie
Au 1er janvier 2024, Allenc est catégorisée commune rurale à habitat très dispersé, selon la nouvelle grille communale de densité à sept niveaux définie par l'Insee en 2022.
Elle est située hors unité urbaine. Par ailleurs la commune fait partie de l'aire d'attraction de Mende, dont elle est une commune de la couronne,. Cette aire, qui regroupe 31 communes, est catégorisée dans les aires de moins de 50 000 habitants,.

### Occupation des sols
L'occupation des sols de la commune, telle qu'elle ressort de la base de données européenne d’occupation biophysique des sols Corine Land Cover (CLC), est marquée par l'importance des forêts et milieux semi-naturels (56,8 % en 2018), en diminution par rapport à 1990 (61,4 %). La répartition détaillée en 2018 est la suivante : 
forêts (40,5 %), zones agricoles hétérogènes (20,4 %), milieux à végétation arbustive et/ou herbacée (15,6 %), prairies (13,1 %), terres arables (9,7 %), espaces ouverts, sans ou avec peu de végétation (0,7 %). L'évolution de l’occupation des sols de la commune et de ses infrastructures peut être observée sur les différentes représentations cartographiques du territoire : la carte de Cassini (XVIIIe siècle), la carte d'état-major (1820-1866) et les cartes ou photos aériennes de l'IGN pour la période actuelle (1950 à aujourd'hui).

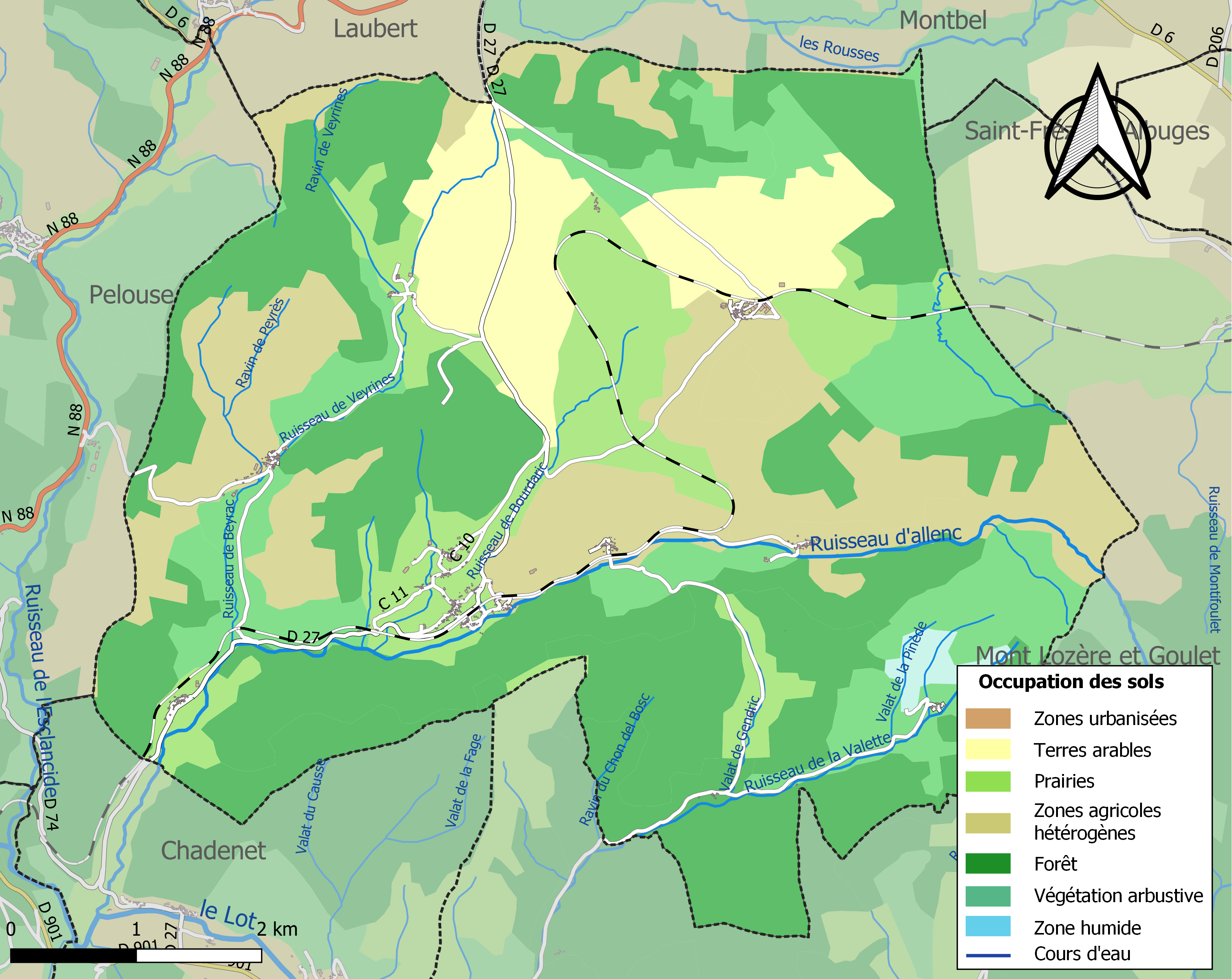
Carte des infrastructures et de l'occupation des sols de la commune en 2018 (CLC).

### Risques majeurs
Le territoire de la commune d'Allenc est vulnérable à différents aléas naturels : météorologiques (tempête, orage, neige, grand froid, canicule ou sécheresse), feux de forêts, mouvements de terrains et séisme (sismicité faible). Il est également exposé à un risque particulier : le risque de radon. Un site publié par le BRGM permet d'évaluer simplement et rapidement les risques d'un bien localisé soit par son adresse soit par le numéro de sa parcelle.

#### Risques naturels
Allenc est exposée au risque de feu de forêt. Un plan départemental de protection des forêts contre les incendies (PDPFCI) a été approuvé en décembre 2014 pour la période 2014-2023. Les mesures individuelles de prévention contre les incendies sont précisées par divers arrêtés préfectoraux et s’appliquent dans les zones exposées aux incendies de forêt et à moins de 200 mètres de celles-ci. L’arrêté du 23 mars 2018, complété par un arrêté de 2020, réglemente l'emploi du feu en interdisant notamment d’apporter du feu, de fumer et de jeter des mégots de cigarette dans les espaces sensibles et sur les voies qui les traversent sous peine de sanctions. L'arrêté du 23 août 2021, abrogeant un arrêté de 2002, rend le débroussaillement obligatoire, incombant au propriétaire ou ayant droit,,.

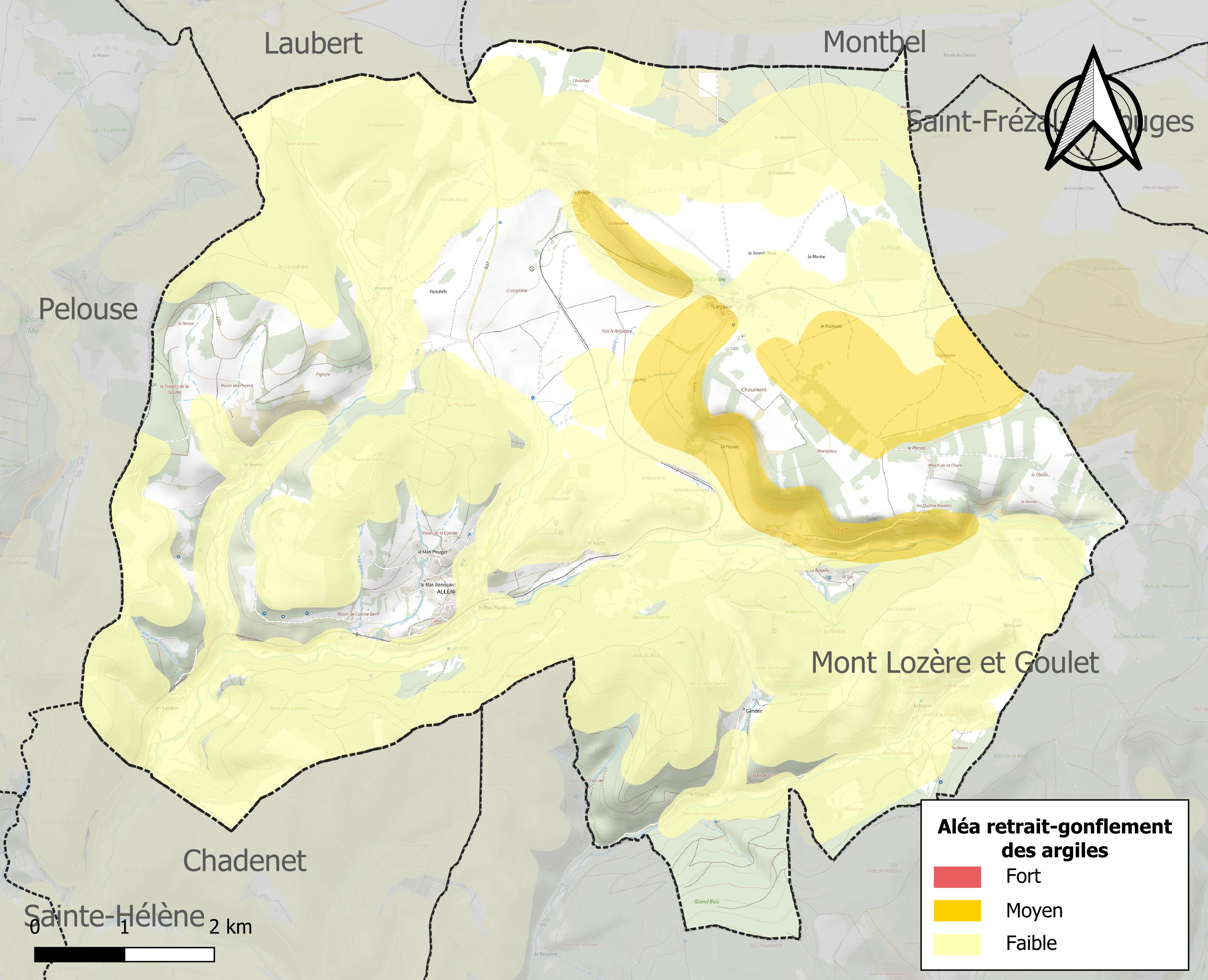
Carte des zones d'aléa retrait-gonflement des sols argileux d'Allenc.

Les mouvements de terrains susceptibles de se produire sur la commune sont des affaissements et effondrements liés aux cavités souterraines (hors mines), des éboulements, chutes de pierres et de blocs, des glissements de terrain et des tassements différentiels. Par ailleurs, afin de mieux appréhender le risque d’affaissement de terrain, l'inventaire national des cavités souterraines permet de localiser celles situées sur la commune.
Le retrait-gonflement des sols argileux est susceptible d'engendrer des dommages importants aux bâtiments en cas d’alternance de périodes de sécheresse et de pluie. 8,4 % de la superficie communale est en aléa moyen ou fort (15,8 % au niveau départemental et 48,5 % au niveau national). Sur les 210 bâtiments dénombrés sur la commune en 2019,  24 sont en aléa moyen ou fort, soit 11 %, à comparer aux 14 % au niveau départemental et 54 % au niveau national. Une cartographie de l'exposition du territoire national au retrait gonflement des sols argileux est disponible sur le site du BRGM,.
Par ailleurs, afin de mieux appréhender le risque d’affaissement de terrain, l'inventaire national des cavités souterraines permet de localiser celles situées sur la commune.
La commune a été reconnue en état de catastrophe naturelle au titre des dommages causés par les inondations et coulées de boue survenues en 1982, 1994, 2003 et 2020. 

#### Risque particulier
Dans plusieurs parties du territoire national, le radon, accumulé dans certains logements ou autres locaux, peut constituer une source significative d’exposition de la population aux rayonnements ionisants. Certaines communes du département sont concernées par le risque radon à un niveau plus ou moins élevé. Selon la classification de 2018, la commune d'Allenc est classée en zone 3, à savoir zone à potentiel radon significatif.

## Toponymie
Le nom de la localité est attesté sous les formes Eleinc en 1275; Elein en 1281; helenh en 1352; Helencum en 1383.
La graphie avec deux L ne se justifie pas, de par les formes anciennes, mais aussi s'il s'agit de l'anthroponyme germanique Adelingus (Ernest Nègre). En revanche, Paul Fabre préfère Alling, nom de personne également germanique.
Aujourd'hui le nom de la commune est Alenc en occitan selon la norme classique et se prononce [a'gen].

## Politique et administration

### Découpage territorial
La commune d'Allenc est membre de la communauté de communes Mont Lozère, un établissement public de coopération intercommunale (EPCI) à fiscalité propre créé le 30 novembre 2016 dont le siège est à Mont Lozère et Goulet. Ce dernier est par ailleurs membre d'autres groupements intercommunaux.
Sur le plan administratif, elle est rattachée à l'arrondissement de Mende, à la circonscription administrative de l'État de la Lozère et à la région Occitanie.
Sur le plan électoral, elle dépend du canton de Grandrieu pour l'élection des conseillers départementaux, depuis le redécoupage cantonal de 2014 entré en vigueur en 2015, et de la circonscription de la Lozère  pour les élections législatives, depuis le dernier découpage électoral de 2010.

### Liste des maires
| Période           | Période           | Identité                 | Étiquette | Qualité                                                 |
| ----------------- | ----------------- | ------------------------ | --------- | ------------------------------------------------------- |
| Fin XVIIIe siècle | Début XIXe siècle | Etienne Charles Renouard |           |                                                         |
| 1781              |                   | Jean François Bros       |           |                                                         |
| 1989              | 2014              | Jacky Ferrier            | UMP       | Conseiller général du canton du Bleymard de 1994 à 2001 |
| 2014              | En cours          | Jean-Bernard André       |           |                                                         |

## Démographie
Les habitants sont appelés les Allencois en français, los aguenaires en occitan.

L'évolution du nombre d'habitants est connue à travers les recensements de la population effectués dans la commune depuis 1793. Pour les communes de moins de 10 000 habitants, une enquête de recensement portant sur toute la population est réalisée tous les cinq ans, les populations de référence des années intermédiaires étant quant à elles estimées par interpolation ou extrapolation. Pour la commune, le premier recensement exhaustif entrant dans le cadre du nouveau dispositif a été réalisé en 2008.

En 2022, la commune comptait 264 habitants, en évolution de +12,82 % par rapport à 2016 (Lozère : +0,11 %, France hors Mayotte : +2,11 %).
| 1793  | 1800  | 1806  | 1821  | 1831  | 1836  | 1841  | 1846  | 1851  |
| ----- | ----- | ----- | ----- | ----- | ----- | ----- | ----- | ----- |
| 1 415 | 1 549 | 1 556 | 1 382 | 1 584 | 1 706 | 1 699 | 1 652 | 1 540 |

| 1856 | 1861 | 1866 | 1872 | 1876 | 1881 | 1886 | 1891 | 1896  |
| ---- | ---- | ---- | ---- | ---- | ---- | ---- | ---- | ----- |
| 778  | 786  | 825  | 783  | 780  | 756  | 803  | 751  | 1 017 |

| 1901 | 1906 | 1911 | 1921 | 1926 | 1931 | 1936 | 1946 | 1954 |
| ---- | ---- | ---- | ---- | ---- | ---- | ---- | ---- | ---- |
| 759  | 763  | 699  | 581  | 564  | 561  | 491  | 514  | 398  |

| 1962 | 1968 | 1975 | 1982 | 1990 | 1999 | 2006 | 2008 | 2013 |
| ---- | ---- | ---- | ---- | ---- | ---- | ---- | ---- | ---- |
| 353  | 291  | 237  | 209  | 176  | 189  | 231  | 243  | 228  |

| 2018 | 2022 | - | - | - | - | - | - | - |
| ---- | ---- | - | - | - | - | - | - | - |
| 248  | 264  | - | - | - | - | - | - | - |

## Économie

### Revenus
En 2018, la commune compte 119 ménages fiscaux, regroupant 260 personnes. La médiane du revenu disponible par unité de consommation est de 19 490 € (20 420 € dans le département).

### Emploi
|                | 2008  | 2013  | 2018  |
| -------------- | ----- | ----- | ----- |
| Commune        | 2,9 % | 1,4 % | 7 %   |
| Département    | 5 %   | 6,4 % | 7,1 % |
| France entière | 8,3 % | 10 %  | 10 %  |

En 2018, la population âgée de 15 à 64 ans s'élève à 142 personnes, parmi lesquelles on compte 79,6 % d'actifs (72,5 % ayant un emploi et 7 % de chômeurs) et 20,4 % d'inactifs,. Depuis 2008, le taux de chômage communal (au sens du recensement) des 15-64 ans est inférieur à celui de la France et du département.
La commune fait partie de la couronne de l'aire d'attraction de Mende, du fait qu'au moins 15 % des actifs travaillent dans le pôle,. Elle compte 36 emplois en 2018, contre 31 en 2013 et 41 en 2008. Le nombre d'actifs ayant un emploi résidant dans la commune est de 104, soit un indicateur de concentration d'emploi de 34,6 % et un taux d'activité parmi les 15 ans ou plus de 55,6 %.
Sur ces 104 actifs de 15 ans ou plus ayant un emploi, 30 travaillent dans la commune, soit 29 % des habitants. Pour se rendre au travail, 84,6 % des habitants utilisent un véhicule personnel ou de fonction à quatre roues, 1,9 % les transports en commun, 7,7 % s'y rendent en deux-roues, à vélo ou à pied et 5,8 % n'ont pas besoin de transport (travail au domicile).

## Culture locale et patrimoine

### Lieux et monuments

#### Bâtiments et lieux publics remarquables
- Le château de Villaret.

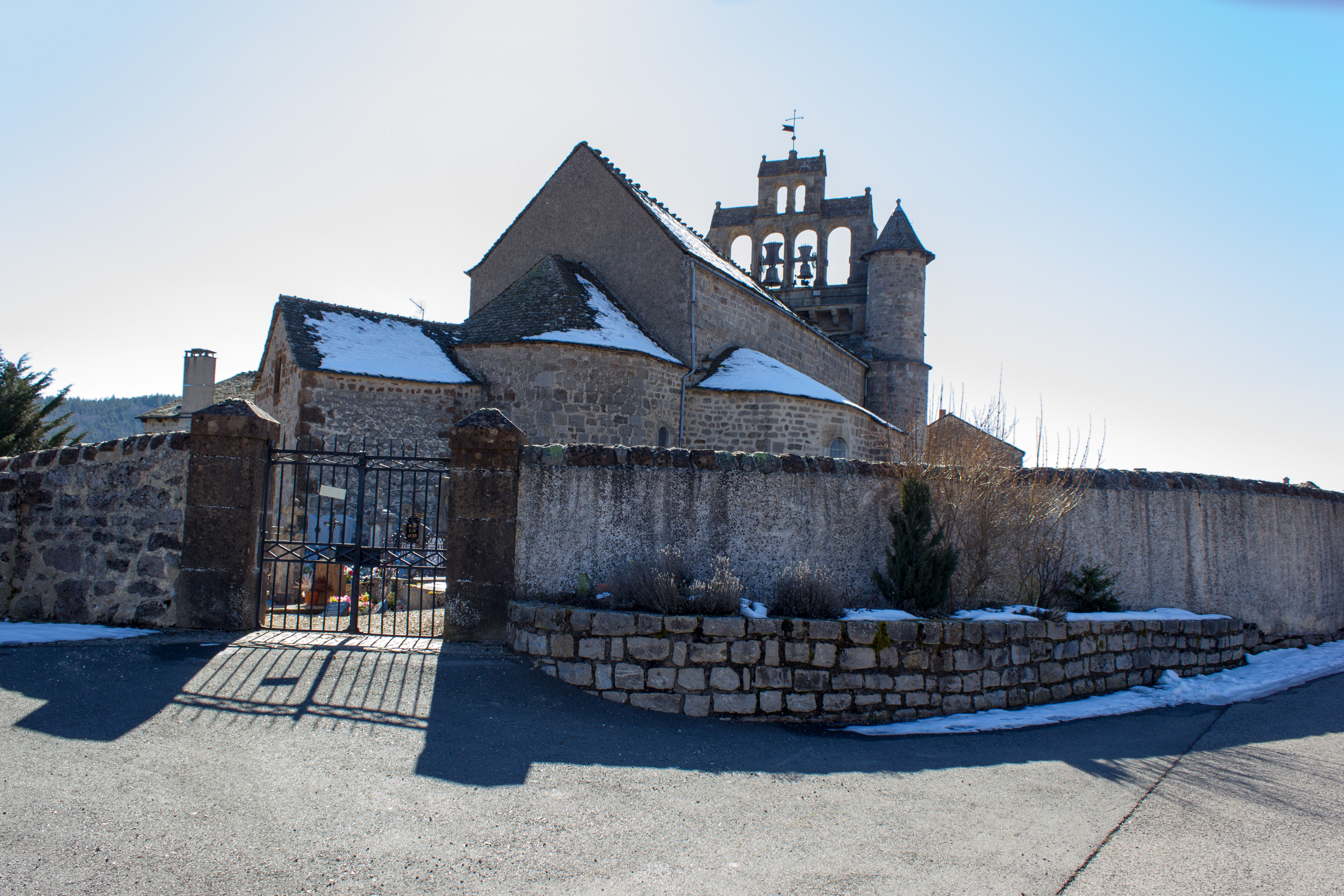
L'église.

- Église Saint-Pierre d'Allenc. L'édifice a été classé au titre des monuments historiques en 1931[30]. Plusieurs objets sont référencés dans la base Palissy[30].
- Le hameau de Larzalier : l'ancienne halte de Larzalier, qui n'est plus desservie depuis 1995, est le point culminant des lignes ferroviaires du Massif central (et même de toutes les voies ferrées non électrifiées de France), à 1 215 m d'altitude, sur la ligne du Monastier à La Bastide-Saint-Laurent-les-Bains, section orientale de la transversale lozérienne. Juste avant l'emplacement de la halte, côté Mende, la voie passe sous une galerie formant un tunnel anti-congères sur ce plateau, le causse de Montbel, dénudé et exposé à tous les vents (la fameuse burle).

#### Bâtiments religieux
Classée aux monuments historiques, l'église Saint-Pierre est citée pour la première fois en 1123 au chapitre cathédrale de Mende.

#### Autres
- Le parc de loisirs Vallon du Villaret, parc à thème en forêt, ouvert en 1993, situé à côté de Bagnols les Bains dans le département français de la Lozère. Il est aménagé autour de trois thèmes : les jeux, l'art et la nature..

### Personnalités liées à la commune
- Guillaume de Villaret, 24e grand maître des Hospitaliers de l'ordre de Saint-Jean de Jérusalem.
- Foulques de Villaret, 25e grand maître des Hospitaliers de l'ordre de Saint-Jean de Jérusalem